# Кочетков Михайло Іванович
Михайло Іванович Кочетков (рос. Михаил Иванович Кочетков; 8 листопада 1910, Варламово — 17 квітня 2000) — радянський офіцер, Герой Радянського Союзу.

## Біографія
Народився 8 листопада 1910 року в селі Варламовому (нині Чебаркульского району Челябінської області) в селянській родині. Росіянин. Трудову діяльність розпочав у одинадцятирічному віці. Закінчив сім класів школи, в 1930 році — курси пропагандистів при Челябінському окружному комітеті ВКП(б) і працював завідувачем відділу пропаганди Чебаркульского райкому комсомолу. Член ВКП(б) з 1931 року.
У Військово-морському флоті СРСР з 1931 року. Був на партійно-політичній роботі. З 1938 року служив у морській піхоті Тихоокеанського флоту. У 1944 році здав іспити на командира стрілецького взводу.
У 1945 році, в період радянсько-японської війни, був заступником командира з політичної частини 355-го окремого батальйону морської піхоти. 14 серпня 1945 року капітан Михайло Кочетков у складі першого ешелону десанту висадився в північно-корейський порт Сейсін (Чхонджін). У критичний момент бою замінив загиблого командира роти і організував оборону висоти Історичної. Під його командуванням морські піхотинці протягом двох діб стримували натиск переважаючих сил ворога. Тільки за одну ніч було відбито шістнадцять контратак японського полку, знищено понад 500 солдат і офіцерів противника і утримано зайняту ділянку.
Указом Президії Верховної Ради СРСР від 14 вересня 1945 року за зразкове виконання бойових завдань командування на фронті боротьби з японськими мілітаристами і проявлені при цьому мужність і героїзм капітану Кочеткову Михайлу Івановичу присвоєно звання Героя Радянського Союзу з врученням ордена Леніна і медалі «Золота Зірка» (№ 7 145).

Могила Михайла Кочеткова

Після війни продовжував службу в ВМФ. У 1955 році закінчив Вищі академічні курси при Військово-політичної академії імені В. І. Леніна. З 1957 року полковник М. І. Кочетков в запасі. Жив в Севастополі. Помер 17 квітня 2000 року. Похований на Алеї Героїв міського кладовища «Кальфи» в Севастополі.

## Нагороди
Нагороджений двома орденами Леніна, орденами Червоного Прапора, Вітчизняної війни 1-го ступеня, двома орденами Червоної Зірки, медалями.

## Вшанування пам'яті
У Севастополі, на будинку по вулиці Маршала Геловані, 26, в якому з 1974 по 2000 рік жив Герой, у 2000 році встановлена гранітна меморіальна дошка.